# Kem Cornwall

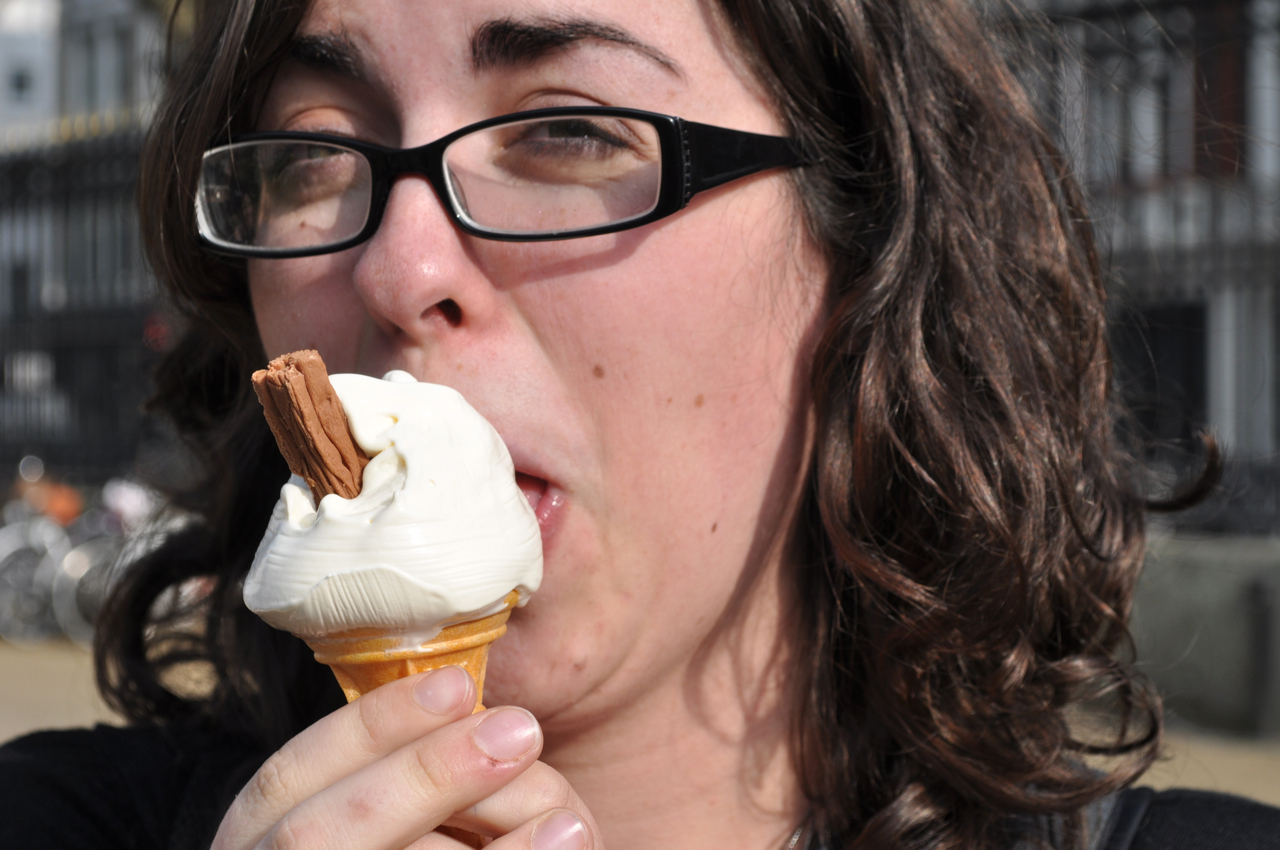
Một người phụ nữ đang thưởng thức kem ốc quế Cornwall

Kem Cornwall là một dạng kem được sản xuất đầu tiên ở Cornwall, Anh. Đây là loại kem được làm vón cục kiểu Cornwall, và có thể chế biến dưới dạng sorbet. Ngày nay, loại kem này vẫn được sản xuất bằng cách sử dụng sữa tươi lấy từ nhiều trang trại ở Cornwall, mặc dù kem Cornwall (và các thương hiệu kem Cornwall) được bày bán trong các siêu thị trên khắp Vương quốc Anh. Loại kem này có thể được làm bằng thứ kem thông thường và tinh dầu vani. Một số công ty tại Cornwall, chẳng hạn như một công ty ở East Looe, tuyên bố sản xuất kem Cornwall chỉ sử dụng sữa và kem Cornwall.